# Peter Strzelecki
Peter Joseph Strzelecki (Queens, Nueva York, 24 de octubre de 1994), más conocido como Peter Strzelecki, es un jugador profesional estadounidense de béisbol que se desempeña en la posición de lanzador en Pittsburgh Pirates, equipo de las Grandes Ligas de Béisbol (MLB).

## Carrera
Strzelecki hizo su debut en la MLB con el equipo Milwaukee Brewers, en el cual jugó dos temporadas (2022-2023), después pasó a Arizona Diamondbacks (2023), luego a Cleveland Guardians (2024), posteriormente a Pittsburgh Pirates.